# Királyok völgye 50

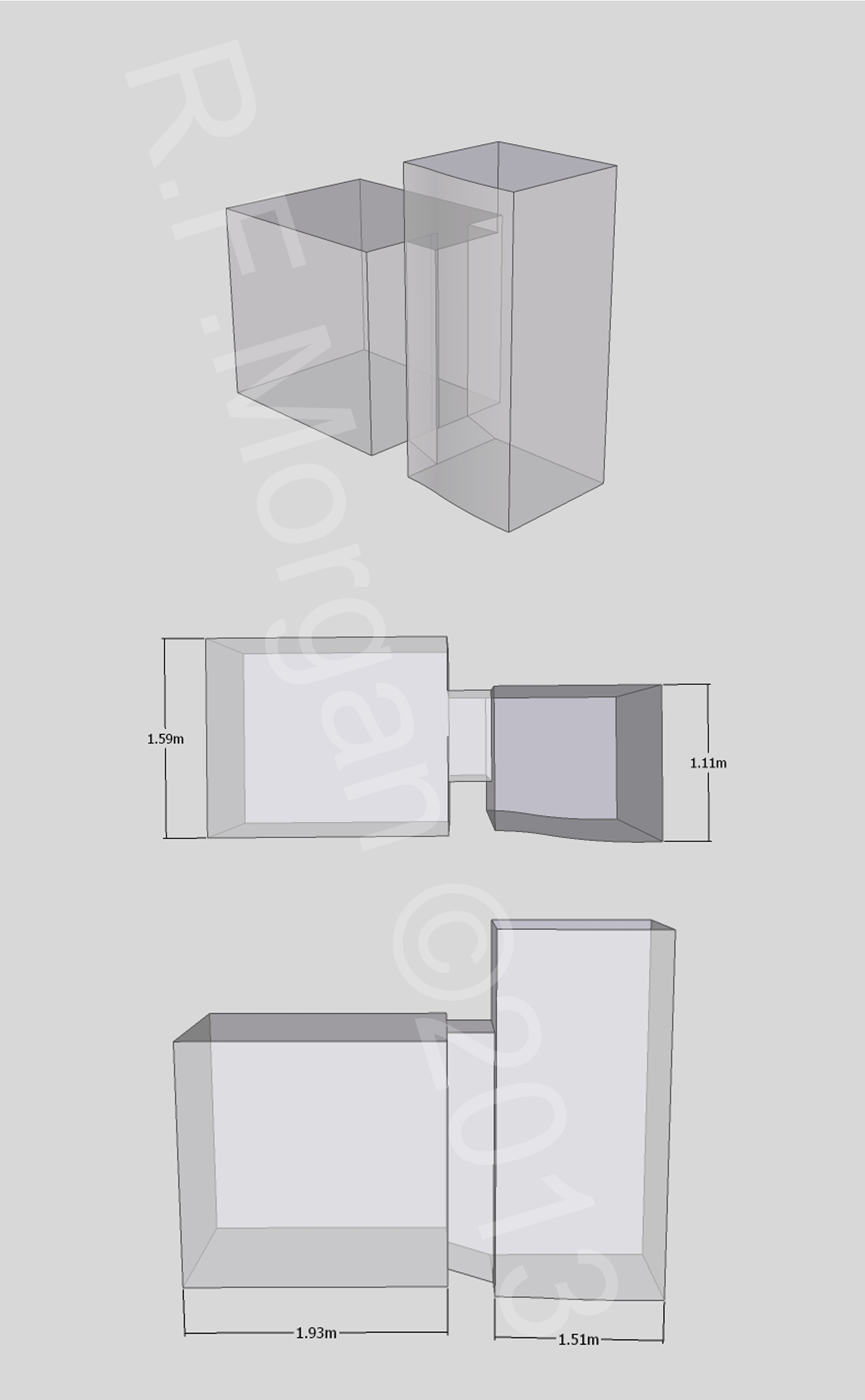
A sír izometrikus képe, alaprajza és oldalnézeti metszete egy 3D-modell alapján

A Királyok völgye 50 (KV50) egy egyiptomi sír a Királyok völgye keleti völgyében, a délnyugati vádi nyugati ágában. Edward R. Ayrton fedezte fel 1906 januárjában. Tulajdonosa ismeretlen. Egy kutya és egy majom múmiáját tartalmazta, valamint egy fakoporsó darabjait, amiről nem tudni, emberé vagy állaté volt. Két közeli sírral, a KV51 és a KV52 sírokkal együtt állatsírok néven ismert; egy feltételezés szerint a közeli KV35 sírba temetett II. Amenhotep kedvenc állatait temették ide. A sírt már az ókorban kirabolták.
Egyenes tengelyű, egy aknából és egy díszítetlen kamrából áll; 3,79 m hosszú, területe 5,11 m², ezzel a legkisebb sírok közé tartozik a völgyben. Jelenleg törmelékkel teli, nem látogatható.
A környéken 2009/10 telén végzett ásatások során XVIII. dinasztia korabeli festett kék cserepek, szerszámok, valamint hieratikus írással és rajzokkal ellátott osztrakonok kerültek elő a KV50, KV51, KV52 és KV53 sírok közelében; az osztrakonokon áldozatot bemutató királyné képe, valamint erotikus jelenetek és II. Ramszesz kartusai láthatóak.

## Külső hivatkozások
- Theban Mapping Project: KV50